# Down Town / Yasashisa ni Tsutsumareta Nara
Singles de Māya Sakamoto
Magic Number
(2009) Buddy
(2011)
Singles par Māya Sakamoto
Utsukushii Hito
(2010)
Down Town / Yasashisa ni Tsutsumareta Nara est le 19e simple de Māya Sakamoto sorti sous le label Victor Entertainment le 20 octobre 2010 au Japon. Il arrive 5e à l'Oricon. Il se vend à 16 066 exemplaires la première semaine et reste classé 13 semaines pour un total de 25 429 exemplaires vendus durant cette période.
Down Town a été utilisé comme thème d'ouverture de l'anime Soredemo Machi wa Mawatteiru et Yasashisa ni Tsutsumareta Nara a été utilisé comme thème d'ouverture de l'OAV Tamayura. Down Town se trouve sur l'album You Can't Catch Me.
- Down Town est une reprise d'une chanson du groupe Sugar Babe.
- Yasashisa ni Tsutsumareta Nara est une reprise d'une chanson de Yumi Arai.
- Kanashikute Yarikirenai est une reprise d'une chanson du groupe The Folk Crusaders.

## Liste des titres
| 1. | Down Town                                                              | Ginji Ito    | Taro Yamashita |  |
| 2. | Yasashisa ni Tsutsumareta Nara (やさしさに包まれたなら)                | Yumi Arai    | Yumi Arai      |  |
| 3. | Kanashikute Yarikirenai (悲しくてやりきれない)                         | Hachiro Sato | Kazuhiko Kato  |  |
| 4. | Down Town (Instrumental)                                               | Ginji Ito    | Taro Yamashita |  |
| 5. | Yasashisa ni Tsutsumareta Nara (Instrumental) (やさしさに包まれたなら) | Yumi Arai    | Yumi Arai      |  |
| 6. | Kanashikute Yarikirenai (Instrumental) (悲しくてやりきれない)          | Hachiro Sato | Kazuhiko Kato  |  |

| 1. | Down Town |  |

| 1. | Down Town                                                              | Ginji Ito | Taro Yamashita |  |
| 2. | Yasashisa ni Tsutsumareta Nara (やさしさに包まれたなら)                | Yumi Arai | Yumi Arai      |  |
| 3. | Down Town (Instrumental)                                               | Ginji Ito | Taro Yamashita |  |
| 4. | Yasashisa ni Tsutsumareta Nara (Instrumental) (やさしさに包まれたなら) | Yumi Arai | Yumi Arai      |  |